# Jason Steele
Pour les articles homonymes, voir Steele.
Jason Sean Steele, né le 18 août 1990 à Newton Aycliffe, est un footballeur anglais qui évolue au poste de gardien de but à Brighton & Hove.

## Biographie
Il est sélectionné parmi l'équipe de Grande-Bretagne olympique des Jeux olympiques 2012.
Le 1er septembre 2014, il est prêté aux Blackburn Rovers. Le 1er janvier suivant, il rejoint les Rovers de façon permanente.
Le 26 juillet 2017, Steele s'engage pour quatre ans avec le Sunderland AFC. Il participe à dix-huit matchs toutes compétitions confondues lors de son unique saison sous le maillot des Black Cats, qui sont relégués en troisième division anglaise en 2018.
Le 21 juin 2018, il signe un contrat de trois ans avec Brighton & Hove.

## Statistiques
| Saison    | Club             | Pays         | Championnat | Coupes nationales |
| --------- | ---------------- | ------------ | ----------- | ----------------- |
| 2009-2010 | Middlesbrough    | Championship | -           | -                 |
| 2009-2010 | Northampton Town | League       | 13 matchs   | -                 |
| 2010-2011 | Middlesbrough    | Championship | 35 matchs   | 2 matchs          |
| 2011-2012 | Middlesbrough    | Championship | 34 matchs   | 2 matchs          |

Dernière mise à jour le 21 juillet 2012